# Carcelia transbaicalica
Carcelia transbaicalica là một loài ruồi trong họ Tachinidae.